# Копанг
Копа́нг (індонез. Kopang) — один з 12 районів округу Центральний Ломбок провінції Західна Південно-Східна Нуса у складі Індонезії. Розташований у східній частині. Адміністративний центр — селище Копанг-Рембіга.
Населення — 76639 осіб (2012; 76292 в 2011, 75719 в 2010, 76930 в 2009, 75835 в 2008).

## Адміністративний поділ
До складу району входять 7 селища та 4 села:
| Населений пункт        | Населення, осіб (2010) | Населення, осіб (2012) |
| ---------------------- | ---------------------- | ---------------------- |
| Аїк-Буал, село         | -                      | 3003                   |
| Бебуак, селище         | 5870                   | 5941                   |
| Ваджа-Гесенг, село     | 10951                  | 8082                   |
| Дармаджі, селище       | 6726                   | 6807                   |
| Дасан-Бару, селище     | 8905                   | 9013                   |
| Копанг-Рембіга, селище | 13312                  | 13474                  |
| Ленданг-Ара, село      | 3978                   | 4027                   |
| Монггас, селище        | 6531                   | 6611                   |
| Монтонг-Гаманг, селище | 10435                  | 10561                  |
| Мунчан, селище         | 9011                   | 6274                   |
| Семпару, село          | -                      | 2846                   |